# Paulin Moniquet
El abad Paulin Moniquet era un escritor católico francés conocido por sus opiniones antimasónicas.

## Obras
- La France en péril, Paris, 1914.
- La France sous l'étreinte maçonnique
- Le Rationalisme dans la foi, éditeur P. Lethielleux, 1894.
- La Première communiante à l'école du divin maître, lettres sur la vie chrétienne, Editeur : V. Palmé (1886).
- Les Idées de M. Alexandre Dumas fils à propos du divorce et de l'homme-femme, éditeur V. Palmé, (1888).
- Le Cas de M. Henri Lasserre Lourdes-Rome, Editeur : A. Savaète, (1897).
- Un mot à M. Émile Zola et aux détracteurs de Lourdes, Editeur Tolra, (1895).
- L'Épiscopat français et l'encyclique du 8 décembre 1864, Editeur : Douniol, (1866).
- La Divine histoire de Notre-Dame de Lourdes 1858-1911, Editeur : Librairie des Saints-Pères, (1912).
- Les Odeurs de Parise, Editeur : Impr. de D.-L. Péré, (1867).
- La Servante de Dieu Louise-Edmée Ancelot, veuve de maître Charles Lachaud, avocat, Editeur : A. Savaète, (1907).
- Allocution prononcée en l'église Saint-Thomas d'Aquin, le 3 mai 1890, par M. l'abbé Moniquet... en bénissant le mariage de M. le Cte de Chennevières et de Mlle Edmée Sangnier, Editeur : Impr. de L. Baudoin, (1890).
- Notice sur le R. P. Michel Garicoïts, fondateur de la congrégation des prêtres du Sacré-Coeur établie à Bétharram Basses-Pyrénées, sa vie, ses vertus, ses miracles, sa cause